# Why Broncho Billy Left Bear Country
Why Broncho Billy Left Bear Country è un cortometraggio muto del 1913 diretto e interpretato da Gilbert M. 'Broncho Billy' Anderson

## Produzione
Il film fu prodotto dalla Essanay Film Manufacturing Company e venne girato a Niles. Gilbert M. 'Broncho Billy' Anderson, fondatore della casa di produzione Essanay (che aveva la sua sede a Chicago), aveva individuato nella cittadina californiana di Niles il luogo ideale per trasferirvi una sede distaccata della casa madre. Niles diventò così, il set dei numerosi western prodotti da Anderson.

## Distribuzione
Distribuito dalla General Film Company, il film - un cortometraggio a una bobina - uscì nelle sale cinematografiche statunitensi il 27 settembre 1913.